# Panajotis Lagos
Panajotis Lagos (gr. Παναγιώτης Λαγός, ur. 18 lipca 1985 w Salonikach) – piłkarz grecki grający na pozycji lewego obrońcy lub pomocnika.

## Kariera klubowa
Karierę piłkarską Lagos rozpoczął w klubie Iraklis Saloniki. W 2002 roku awansował do kadry pierwszego zespołu i w sezonie 2002/2003 zadebiutował w jego barwach w pierwszej lidze greckiej. W następnym sezonie zaczął występować w podstawowym składzie Iraklisu. 27 lutego 2005 w meczu z OFI Kreta (1:0) strzelił swoją pierwszą bramkę w lidze. W Iraklisie Saloniki Lagos grał do końca sezonu 2005/2006.
Latem 2006 roku Lagos podpisał kontrakt z zespołem AEK Ateny. Zadebiutował w nim 19 sierpnia 2006 w zremisowanym 0:0 domowym meczu z PAOK-iem Saloniki. W 2007 roku doznał kontuzji prawej nogi, która wyeliminowała go z gry na blisko rok. Do gry wrócił w 2008 roku. Z AEK-iem w latach 2007 i 2008 dwukrotnie z rzędu został wicemistrzem Grecji. W sezonie 2010/2011 stał się podstawowym zawodnikiem AEK-u. 28 stycznia 2013 przeszedł do ukraińskiej Worskły Połtawa. 6 stycznia 2014 za obopólną zgodą kontrakt został anulowany i piłkarz otrzymał status wolnego klienta.
| Sezon   | Klub             | Kraj   | Rozgrywki     | Mecze | Bramki |
| ------- | ---------------- | ------ | ------------- | ----- | ------ |
| 2002/03 | Iraklis Saloniki | Grecja | Alpha Ethniki | 3     | 0      |
| 2003/04 | Iraklis Saloniki | Grecja | Alpha Ethniki | 17    | 0      |
| 2004/05 | Iraklis Saloniki | Grecja | Alpha Ethniki | 24    | 3      |
| 2005/06 | Iraklis Saloniki | Grecja | Alpha Ethniki | 28    | 7      |
| 2006/07 | AEK Ateny        | Grecja | Alpha Ethniki | 10    | 1      |
| 2007/08 | AEK Ateny        | Grecja | Alpha Ethniki | 11    | 0      |
| 2008/09 | AEK Ateny        | Grecja | Alpha Ethniki | 14    | 0      |
| 2009/10 | AEK Ateny        | Grecja | Alpha Ethniki | 9     | 0      |
| 2010/11 | AEK Ateny        | Grecja | Alpha Ethniki |       |        |

## Kariera reprezentacyjna
W swojej karierze Lagos rozegrał 22 mecze i strzelił 3 gole w reprezentacji Grecji U-21. W 2004 roku wziął udział w Igrzyskach Olimpijskich w Atenach. Natomiast w dorosłej reprezentacji zadebiutował 21 stycznia 2006 roku w zremisowanym 1:1 towarzyskim meczu z Koreą Południową.
| Mecze i gole w reprezentacji | Mecze i gole w reprezentacji | Mecze i gole w reprezentacji | Mecze i gole w reprezentacji | Mecze i gole w reprezentacji | Mecze i gole w reprezentacji | Mecze i gole w reprezentacji |
| #                            | Data                         | Stadion                      | Rywal                        | Wynik                        | Gol                          | Rozgrywki                    |
| 2006                         | 2006                         | 2006                         | 2006                         | 2006                         | 2006                         | 2006                         |
| ---------------------------- | ---------------------------- | ---------------------------- | ---------------------------- | ---------------------------- | ---------------------------- | ---------------------------- |
| 1.                           | 21.01.2006                   | Rijad, Arabia Saudyjska      | Korea Południowa             | 1:1                          | 0                            | towarzyski                   |
| 2.                           | 25.01.2006                   | Rijad, Arabia Saudyjska      | Arabia Saudyjska             | 1:1                          | 0                            | towarzyski                   |
| 3.                           | 28.02.2006                   | Limassol, Cypr               | Białoruś                     | 1:0                          | 0                            | towarzyski                   |
| 4.                           | 25.05.2006                   | Melbourne, Australia         | Australia                    | 0:1                          | 0                            | towarzyski                   |
| 5.                           | 16.08.2006                   | Manchester, Anglia           | Anglia                       | 0:4                          | 0                            | towarzyski                   |
| 6.                           | 15.11.2006                   | Saint-Denis, Francja         | Francja                      | 0:1                          | 0                            | towarzyski                   |
| 2008                         |                              |                              |                              |                              |                              |                              |
| 7.                           | 05.02.2008                   | Nikozja, Cypr                | Czechy                       | 1:0                          | 0                            | towarzyski                   |
| 8.                           | 06.02.2008                   | Nikozja, Cypr                | Finlandia                    | 2:1                          | 0                            | towarzyski                   |
| 2011                         |                              |                              |                              |                              |                              |                              |
| 9.                           | 29.03.2011                   | Pireus, Grecja               | Polska                       | 0:0                          | 0                            | towarzyski                   |